# Myrmexocentroides enganensis
Myrmexocentroides enganensis là một loài bọ cánh cứng trong họ Cerambycidae.